# Nathalie Van Tongelen
Nathalie Van Tongelen est une actrice, présentatrice et scénariste belge née le 29 septembre 1983. Connue pour son travail sur Studio 100 TV, elle s'est distinguée par son engagement en faveur de la sensibilisation au handicap, étant elle-même maman d'un enfant porteur de handicap.

## Filmographie

### Cinéma
- 2012 : Vie de rêve en promotion[1]
- 2012 : Populaire de Régis Roinsard
- 2012 : Making off de Cédric Dupuis
- 2012 : Et après de Cédric Malzieu
- 2015 : Rose Piment L.M. de Cédric Malzieu
- 2017 : Le Fidèle (The Racer and the Jailbird) de Michaël R. Roskam
- 2018 : L'école est finie d'Anne Depétrini avec Bérengère Krief
- 2021 : Elle m'a sauvée de Ionut Teianu (M6 production)

## Doublage

### Cinéma

#### Films d'animation
- 2015[2] : Blinky Bill : Naïa
- 2020 : 100% Loup : Batty
- 2021 : Maya l'abeille 3 : L'œuf d'or : Maya l’abeille

### Télévision

#### Téléfilm
- 2015 : Rox vs Mega Mindy (nl) : Anita (Liliana de Vries)

#### Série télévisée
- 2019-2020 : Campus 12 : Jamie (?)

#### Série d'animation
- 2021 : 100% Loup : Batty

## Émissions de télévision
- 2016 - 2020 : Présentatrice principale de la chaîne Studio 100 TV
- 2018 - 2020 : Saint Nicolas et tralala – présentatrice télé (Studio 100)
- 2019 : Super Star Studio - présentatrice télé (Studio 100)
- 2020 : Fred et Samson en vadrouille : Nathalie
- 2020 - 2022 : La Brigade des spatules – émission de cuisine pour et avec les enfants (Colruyt et Studio 100) (saisons 1 à 3)
- 2021 : Kids Party de Proximus - jeu télévisé (Proximus Pickx)

## Théâtre
- 1997 : L'Enfant des étoiles, d'après Antoine de Saint-Exupéry
- 2000 : Conversations munichoises de Karl Valentin
- 2001 : Mowgli, d'après Rudyard Kipling
- 2001 : Un chapeau de paille d'Italie d'Eugène Labiche
- 2002 : Le Malade imaginaire de Molière
- 2006 : Danser à Lughnasa de Brian Friel
- 2006-2007 : Les Muses orphelines de Michel Marc Bouchard
- 2007-2008 : Le Songe d'une nuit d'été de William Shakespeare
- 2007-2010 : Cendrillon, mise en scène de Julien Alluguette
- 2008 : Une vie... de plus de Christophe Chabaud
- 2009 : La Farce de Maître Pathelin, mise en scène d'Anna Cottis
- 2011-2012 : Le Clan des divorcées d'Alil Vardar avec Amandine Rajau et Stefan Cuvelier
- 2013 : Une fille drôlement gonflée de Ray Cooney avec Alain Soreil (Albert Cougnet)
- 2019 : Studio 100 part en Live
- 2020-2021: Qui père gagne avec Albert Cougnet et Berlu à la comédie centrale
- 2022 : Fred & Samson le show (rôle de Nathalie)

## Distinctions
- 2023 : BSFF Meilleur scénario pour le Cadeau (court-métrage)[3]